# Джон I Комин, лорд Баденох
Джон I Комин (англ. John I Comyn, Lord of Badenoch; ок. 1215 — ок. 1275) — шотландский дворянин и землевладелец, лорд Баденох (1258—1275), юстициарий Галлоуэя (1258).

## Биография
Представитель клана Комин. Сын Ричарда Комина (ок. 1190/1194 — ок. 1244/1249) и внук Уильяма Комина (1163—1233), юстициария Шотландии и де-юре графа Бьюкена.
В 1258 году после смерти своего дяди Уолтера Комина Джон Комин унаследовал титул лорда Баденоха. Владелец поместий в Нитсдейле и Тайндейле.
Семья Коминов владела реальной властью в Шотландии с 1249 по 1255 год, в период несовершеннолетие короля Александра III. Затем Алан Дорвард изгнал Коминов, но они вернулись к власти в 1257/1258 годах.
Джон Комин сражался на стороне короля Англии Генриха III Плантагенета в битве при Льюисе против восставших баронов в 1265 году, был взят в плен вместе с Джоном Баллиолом и Робертом Брюсом Старшим. В 1267 году он получил разрешение от короля Англии Генриха III на укрепление замка Тарсет в Тайндейле.
В 1269 году Джон Комин начал строительство замка Блэр во владениям графа Дэвида Стрэтбога, графа Атолла, когда он находился в крестовом походе. Позднее вернувшийся граф Атолл при поддержке короля Шотландии смог вернуть себе замок..
В 1275 году после смерти Джона Комина ему наследовал его сын, Джон II Комин (ум. 1302), имевший прозвище «Черный Комин». Джон I Комин был известен как «Красный Комин», но это прозвище позднее распространилось на его внука.

## Семья
Его первой женой была Ева, происхождение которой неизвестно. Во второй раз Джон Комин женился на Алисе де Росс. От двух браков у него было девять детей:
- Уильям Комин из Киркинтиллоха (ум. 1291), был женат на Изабелле Рассел, дочери Джона Рассела и Изабеллы, графини Ментейт
- Джон II Комин (ум. 1302), лорд Баденох. Был женат на Эленоре де Баллол, дочери Джона де Баллиола и Дерворгиле Галлоуэйской
- Александр Комин из Данфейла, женился на Еве, вдове Александра Мюррея
- Роберт Комин, женат на Маргарет Комин, дочери Уильяма Комина из Лохабера
- Джон Комин из Алкби
- дочь, жена Александра Макдугала, правителя Аргайла
- дочь, жена сэра Уильяма Гэлбрейта, лорда Кинсайта
- дочь, 1-й муж — Ричард Сивард, 2-й муж — Гальфрид де Моубрей[9]
- дочь, жена сэра Эндрю Морея из Петти, юстициария Шотландии[10].